# Komagane

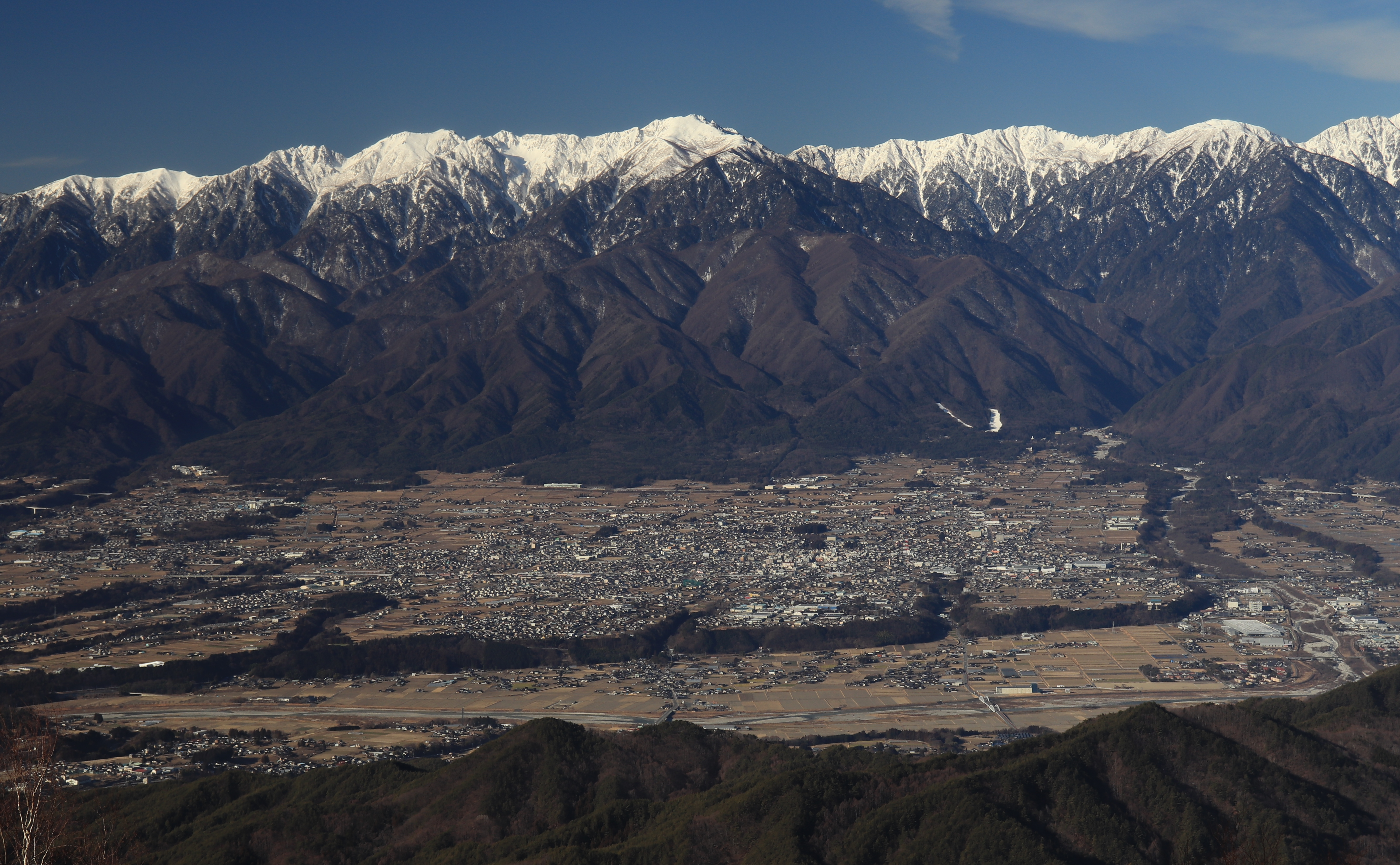
Komagane

Komagane (japanska: 駒ヶ根市?, Komagane-shi) är en stad i Nagano prefektur i Japan. Staden fick stadsrättigheter 1954.